# Ginter Gawlik
Ginter Gawlik (Borsigwerk, Németország, 1930. december 5. – Würzburg, Németország, 2005. augusztus 22.) lengyel labdarúgó-középpályás. Pályafutása nagy részét a lengyel Górnik Zabrze csapatában töltötte.

## Pályafutása

### Klubcsapatokban
Gawlik, aki nem Lengyelországban nevelkedett (1945-ig az akkor még Hindenburgnak nevezett Zabrze Németországhoz tartozott), a határ német oldalán nőtt fel. A második világháború alatt a Reichsbahn SV Borsigwerknél szerepelt. 1945 és 1950 között a Górnik Biskupice, 1950-től a Górnik Zabrze csapatát erősítette. 1964-ig a zabrzei klubban játszott. A Górnikkal előbb feljutott az Ekstraklasába, majd öt bajnoki címet szerzett (az 1950-es évek végén és az 1960-as évek elején). Pályafutását 1967-ben Sydneyben, a Polonia Soccer Clubnál fejezte be.

### A válogatottban
A lengyel válogatottban 1957. június 23-án Chorzówban mutatkozott be a Szovjetunió elleni mérkőzésen. Ugyanebben az évben ismét a szovjetek ellen a sziléziai stadionban lépett pályára, ekkor 2–1-re győztek. 1958. szeptember 14-én a Magyarország elleni barátságos meccsen (1–3) végig a pályán volt. Összesen 7 alkalommal játszott a válogatottban, és egy gólt szerzett.

## Statisztika

### A válogatottban
| Lengyelország | Lengyelország   | Lengyelország |
| Év            | Pályára lépések | Gólok         |
| ------------- | --------------- | ------------- |
| 1957          | 4               | 1             |
| 1958          | 3               | 0             |
| Összesen      | 7               | 1             |

## Fordítás
- Ez a szócikk részben vagy egészben  a   Ginter Gawlik című lengyel Wikipédia-szócikk ezen változatának fordításán alapul.  Az eredeti cikk szerkesztőit annak laptörténete sorolja fel. Ez a jelzés csupán a megfogalmazás eredetét és a szerzői jogokat jelzi, nem szolgál a cikkben szereplő információk forrásmegjelöléseként.